# لعبة الانتقام (مسلسل)
لعبة الانتقام- مسلسل دراما أردني، تم إنتاجه عام 2021م، من تأليف: نورا الدعجة، ومن إخراج: حسام حجاوي.

## قصة المسلسل وأحداثه
في إطار تشويقي مثير تبدأ الأحداث عندما يهدد مجهول بخطف وقتل الفتاة عروب، التي تتمكن من الترشح إلى منصب رئاسة مجلس إدارة شركة المقاولات، وتحاول تغير سياسات الشركة الفاسدة، فعروب نلك الفتاة ذات الشخصية القوية والتي تتمتع بذكاء وعلم؛ فقد تحدت الجميع من اجل ان تصل الى ما تطمح اليه من منصب؛ ما يجعل الغيرة تدب في قلوب الغير فيبدأ الانتقام منها، ولكنها دائما هي لهم بالمرصاد،.وتتوالى الأحداث حتى النهاية.

## طاقم المسلسل
يتكون طاقم عمل المسلسل الأردني " لعبة الانتقام" من:
- محمد المجالي. في دور "المحامي عماد".
- علا مضاعين. في دور" عروب"
- عبير عيسى. في دور" وجدان أم ليث".
- أنور خليل. في دور" عاصي"
- منذر خليل. في دور "دكتور شهاب".
- منيا قديس. في دور "لانا".
- وسام البريحي. في دور "ليث".
- رسمية عبده. في دور "مروة".
- كاترين علي.
- هيا عبد الغني.
- محمد الضمور.
- رفعت النجار.
- ديانا رحمة.
- سهير فهد.
- فضل العوضي.
- عمر الضمور.
- محمد الجيزاوي.
- جميل عواد.
- جوليت عواد.
- محمد العبادي.
- جميل براهمة.
- داوود جلاجل.
- عبد الكريم القواسمي.
- ريناد ثلجي.
- سهير عودة.
- إبراهيم أبو الخير.
- حبيب طبيشات.
- عبير اللحام.
- عبدالله المجالي.
- عماد زيدان.
- نورا العزام.
- طارق الشوابكة.
- شهاب الحجاج.
- وليد الجيزاوي.